# Kiến trúc von Neumann

Sơ đồ kiến trúc Von Neumann

Kiến trúc von Neumann - còn được gọi là mô hình von Neumann hoặc kiến trúc Princeton - là kiến trúc máy tính dựa trên mô tả năm 1945 của nhà toán học và vật lý John von Neumann và những người khác trong Bản thảo đầu tiên của Báo cáo về EDVAC. Tài liệu đó mô tả một kiến trúc thiết kế cho một máy tính kỹ thuật số điện tử với
- Một đơn vị xử lý trung tâm có chứa đơn vị logic số học và thanh ghi bộ xử lý
- Một đơn vị điều khiển có chứa thanh ghi lệnh và bộ đếm chương trình
- Bộ nhớ lưu trữ dữ liệu và lệnh xử lý
- Lưu trữ khối ngoài
- Cơ chế đầu vào và đầu ra[1][2]

Thiết kế này đã phát triển lên có nghĩa là bất kỳ máy tính chương trình được lưu trữ nào trong đó việc tìm nạp lệnh và thao tác dữ liệu không thể xảy ra cùng một lúc vì chúng chia sẻ một bus chung. Điều này được gọi là nút cổ chai von Neumann và thường hạn chế hiệu suất của hệ thống.
Thiết kế của máy kiến trúc von Neumann đơn giản hơn máy kiến trúc Harvard - cũng là hệ thống lưu trữ nhưng có một bộ địa chỉ và bus dữ liệu chuyên dụng để đọc và ghi vào bộ nhớ, và một bộ bus địa chỉ và dữ liệu khác tìm nạp lệnh xử lý.
Một máy tính kỹ thuật số lưu trữ chương trình giữ cả hai hướng dẫn chương trình và dữ liệu trong bộ nhớ đọc-ghi truy cập ngẫu nhiên (RAM). Máy tính chương trình được lưu trữ là một tiến bộ trên các máy tính do chương trình kiểm soát những năm 1940, chẳng hạn như Colossus và ENIAC. Chúng được lập trình bằng cách thiết lập các công tắc và chèn cáp vá để định tuyến tín hiệu và tín hiệu điều khiển giữa các đơn vị chức năng khác nhau. Phần lớn các máy tính hiện đại sử dụng cùng một bộ nhớ cho cả dữ liệu và các lệnh của chương trình. Sự khác biệt của kiến trúc von Neumann so với Harvard áp dụng cho kiến trúc bộ nhớ cache, không phải là bộ nhớ chính (kiến trúc bộ nhớ cache chia nhỏ).